# Ophraella notata
Ophraella notata är en skalbaggsart som först beskrevs av Fabricius 1801.  Ophraella notata ingår i släktet Ophraella och familjen bladbaggar. Inga underarter finns listade i Catalogue of Life.